# Castello di Sklabiňa
Il castello di Sklabiňa (in slovacco: Sklabinský hrad) è una rovina che si trova nel villaggio di Sklabinský Podzámok, nella regione di Žilina, in Slovacchia. Sorge sulle pendici dei monti della Grande Fatra, a 9 chilometri dalla città di Martin.

## Storia
Il castello fu costruito nella prima metà del XIII secolo sul sito di un castello più antico. Durante il XIII secolo, divenne il centro di una signoria. Dal 1328 fu sede di un tribunale. Nel 1436 il castello fu colpito da un incendio, dopo di che fu gradualmente ripristinato.
Il castello ebbe nel 1527 un nuovo proprietario, František Révai, che divenne molto presto spano ereditario di Turiec. Nel 1554 il castello fu ampliato a sud con un secondo avancorpo. Questi ampliamenti e riparazioni erano effettuati anche come protezione contro le invasioni ottomane, che minacciavano in particolare le regioni meridionali della Slovacchia odierna.
Fra il 1610 e il 1612 i Révai costruirono nel terzo avancorpo un comodo palazzo residenziale rinascimentale su due livelli, che fortificarono per le esigenze di difesa del tempo. Il palazzo fu sede del tribunale del comitato fino alla metà del XVIII secolo, quando fu costruito un nuovo edificio a Martin per l'amministrazione del comitato. Il palazzo fu abitato fino al 1944, quando fu dato alle fiamme dall'esercito nazista durante la repressione dell'Insurrezione nazionale slovacca. Attualmente si trova in stato di rovina. Nel 1970 furono compiute opere per consentire l'accesso al sito e fu realizzato un edificio antistante per i visitatori.

## Descrizione del castello
La parte più antica è il castello superiore a pianta irregolare con un cortile interno, che gradualmente fu circondato con edifici adibiti a funzioni residenziali e produttive. Dominava il castello la massiccia torre prismatica, situata nel punto più alto della fortezza. Negli anni 1460 - 1480 il castello fu ricostruito e ampliato con un avancorpo sul lato nord, fortificato con due bastioni poligonali. Nel 1468 fu costruita una cappella sul sito in cui sorgeva l'antica torre orientale. Nel 1554, il castello fu riparato e fu munito di un secondo avancorpo protetto da un bastione.
Del castello si è conservata una parte significativa delle strutture murarie della cappella, di cui rimane la fuga gotica degli archi delle volte, parti della torre, dei palazzi, dei fabbricati agricoli, delle fortificazioni, dei bastioni e del palazzo padronale. Alcuni muri hanno un'altezza di diversi metri, di altri rimangono solo tracce sul suolo. Tuttavia, la pianta del castello è molto leggibile. La cappella conserva anche le finestre gotiche, originariamente a sesto acuto, i resti dell'intonaco e le rovine del palazzo padronale con diversi dettagli architettonici rinascimentali (finestre, portale, volte).

## Galleria d'immagini

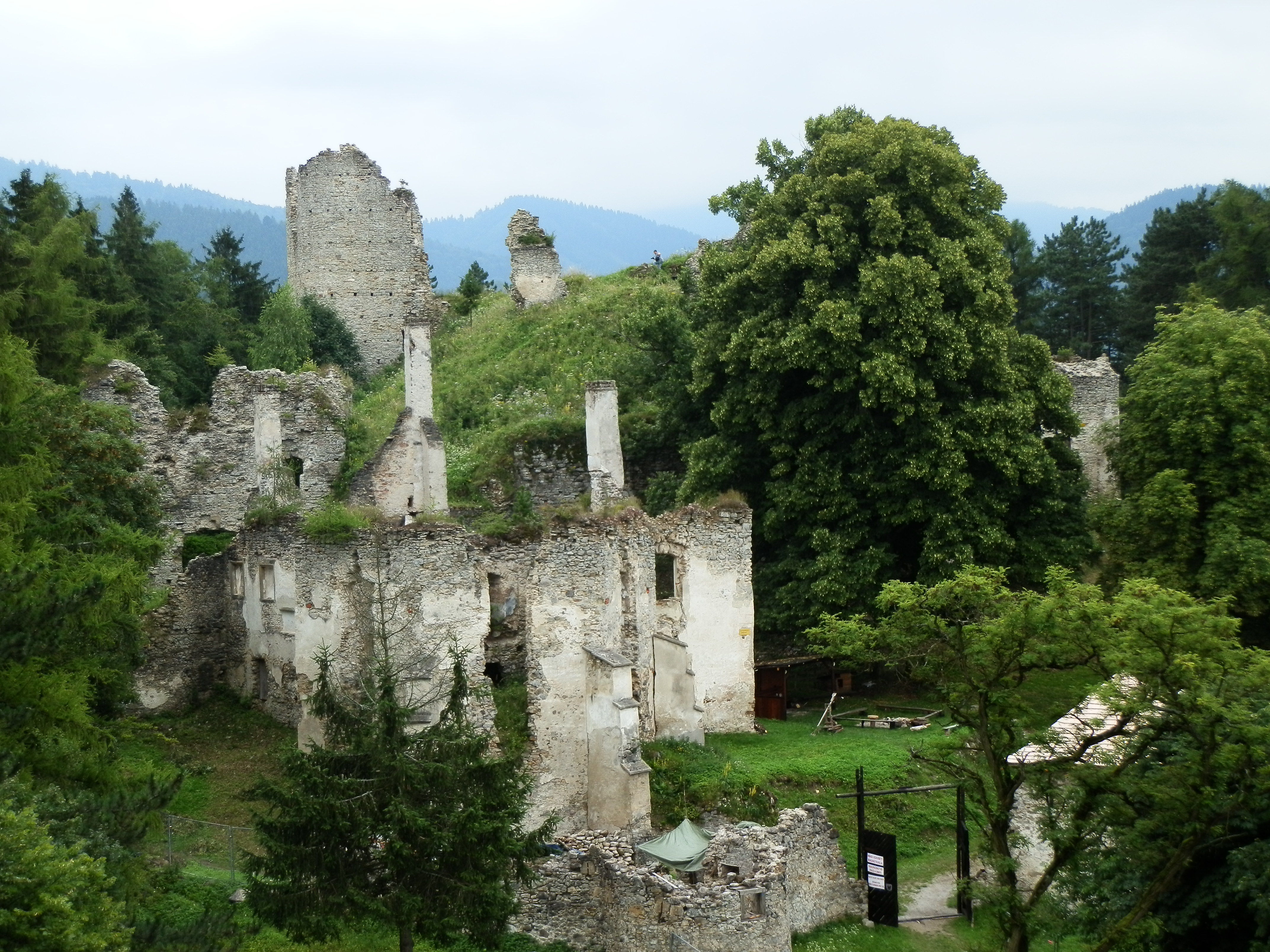
Vista d'insieme del complesso
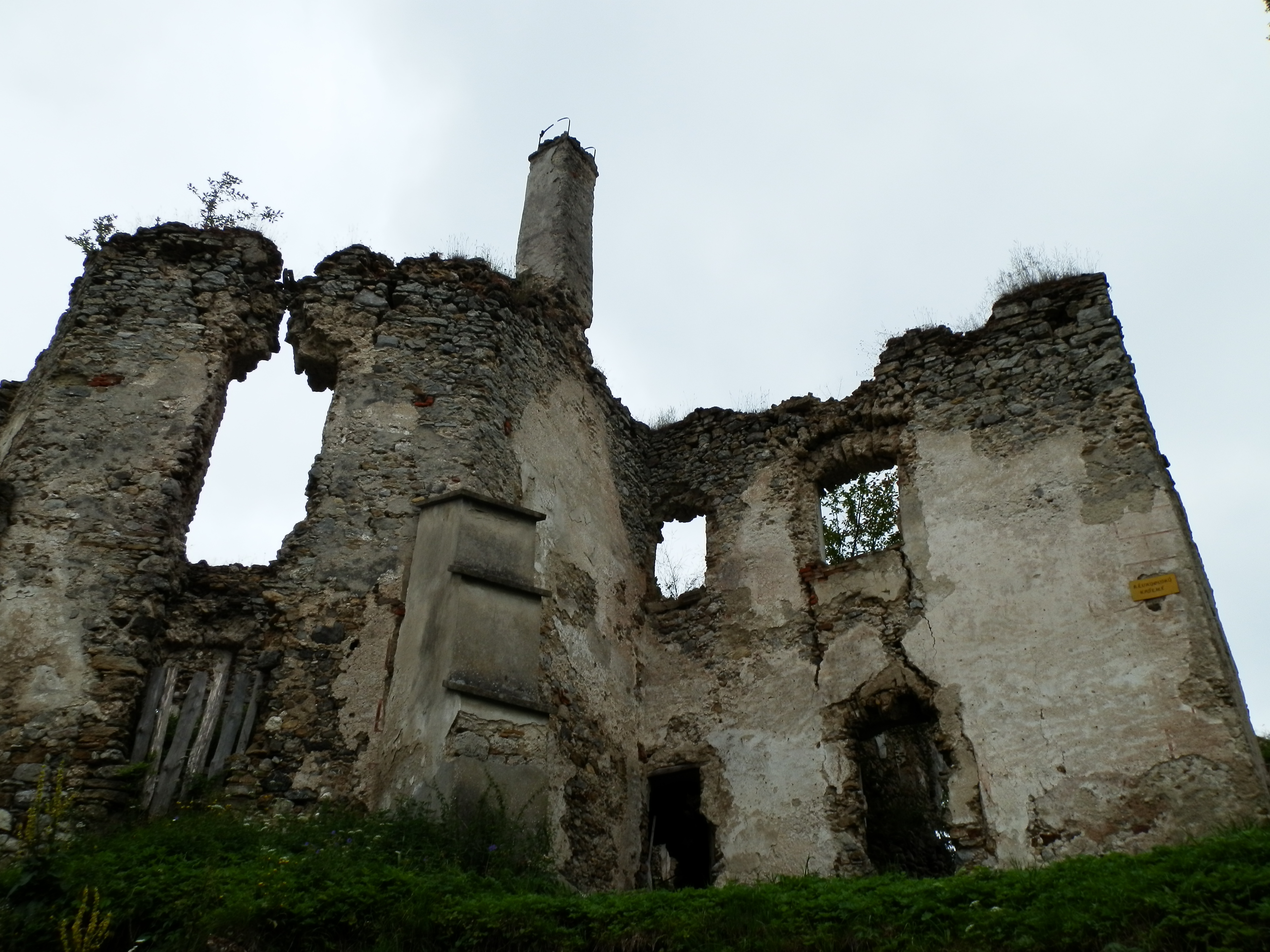
La cappella
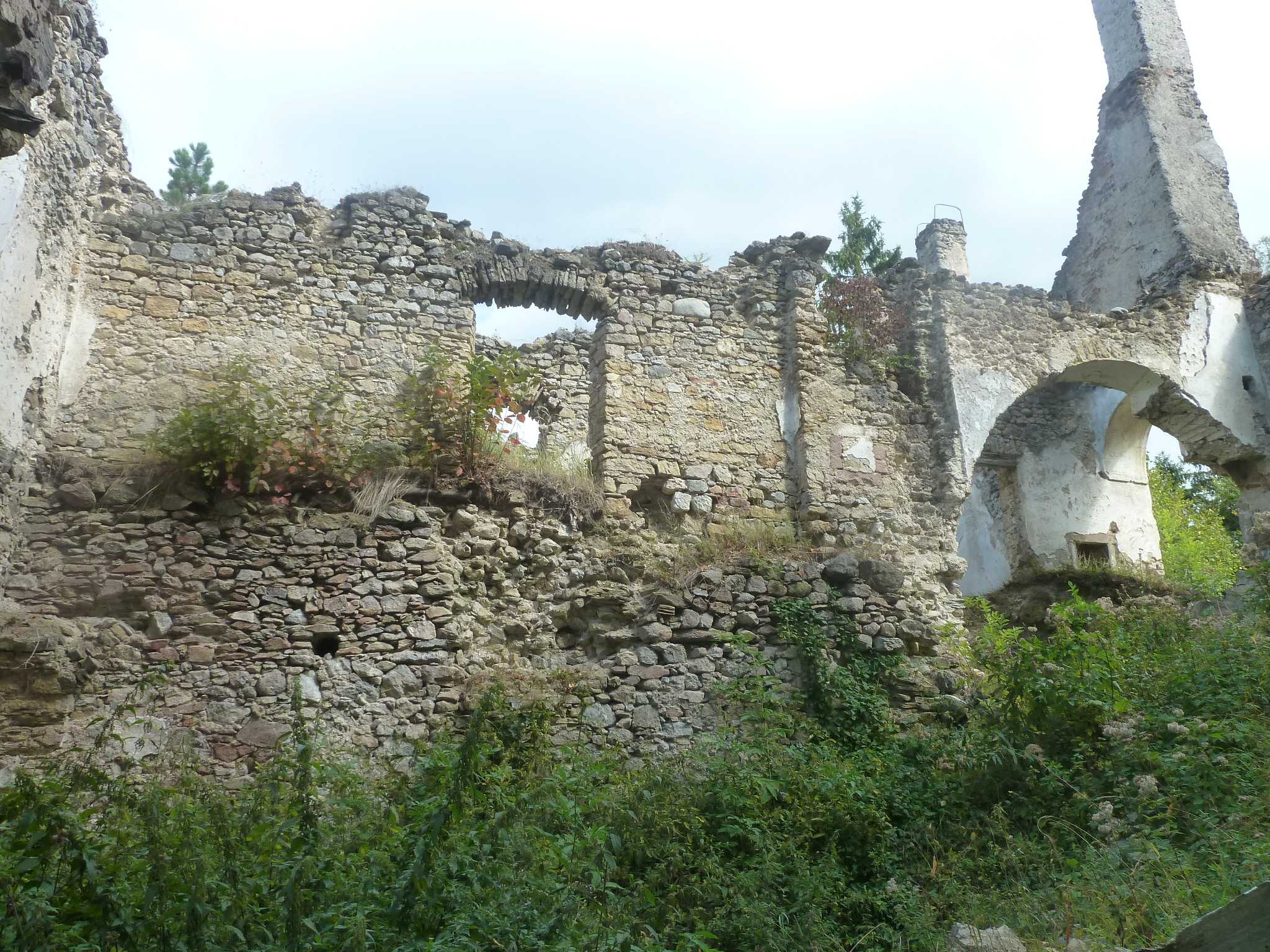
Vista laterale della cappella